# Marca di Spagna
La Marca di Spagna fu la frontiera sud occidentale dell'Impero carolingio, che coincideva con la catena dei Pirenei, quando alla fine dell'VIII secolo, i Carolingi intervennero a fermare la penetrazione araba, dopo che questi avevano conquistato la Penisola iberica.

## Storia

Le contee della marca di Spagna

La supremazia franca iniziò nel periodo tra la conquista di Gerona (785) e quella di Barcellona  (801). La battaglia di Roncisvalle sui Pirenei, nel 788, fu la conclusione della spedizione militare di Carlo Magno per realizzare una Marca ispanica carolingia nel territorio di Pamplona, realizzata solo per dieci anni, dall'806 all'816.
Con il termine Marca di Spagna (Marca Hispanica), istituita da Carlo Magno nel 795, fu indicato il territorio tolto ai musulmani (con riferimento alla cartina, la fascia oltre ai Paesi Baschi ed alla Gotia, conquistata dai Mori alcuni decenni prima, comprendeva anche la Navarra) dove furono istituite delle guarnigioni militari come Barcellona, Gerona o Lleida. 
Poi la marca fu divisa in contee, tra cui quella di Barcellona, che divenne la preminente.
Inizialmente l'autorità delle contee venne concessa alla nobiltà locale di origine visigota; poi però, data la tendenza anarcoide dei Goti, vennero sostituiti da conti di origine franca. Nonostante questo intervento le contee catalane rimasero sempre abbastanza indipendenti dal regno Franco, sino a che si arrivò ad una vera e propria indipendenza con trasmissione delle contee per diritto ereditale. Contemporaneamente si sviluppava un processo di unificazione che portò alla formazione di entità politiche più ampie. Il conte Goffredo I di Barcellona, detto il Villoso riuscì ad unificare un certo numero di contee; alla sua morte, nell'897, però l'unità fu rotta, ma attorno alle contee di Barcellona, Gerona ed Osona, che rimasero unite,  si coagulerà la futura Catalogna.
Durante il X secolo, i conti di Barcellona rinforzarono la loro autorità politica. Nel 988, i Carolingi furono sostituiti sul trono di Francia dai Capetingi; il conte di Barcellona Borrell II, non prestò il giuramento di fedeltà a Ugo Capeto. Per i Catalani questo fu l'atto che determinò l'indipendenza della contea di Barcellona, ma l'atto che per la Catalogna determinò l'indipendenza di diritto, avvenne l'11 maggio 1258 con il trattato di Corbeil sottoscritto da Giacomo I ed il re di Francia San Luigi IX.
La "Marca di Spagna" nacque come barriera antimusulmana, ma ben presto si ridusse all'insieme delle contee catalane. Attualmente per denominare l'antica Marca di Spagna, nella penisola iberica, viene anche usato il termine di "Contee catalane".

## Elenco delle contee catalane

Contee catalane, VIII-XII secolo

- contea di Barcellona
- contea di Berga
- contea di Besalú
- contea di Cerdanya
- contea di Conflent
- contea d'Empúries
- contea di Girona
- contea di Manresa
- Contea di Osona
- contea di Pallars
- Contea di Ribagorza
- contea di Rossiglione
- contea d'Urgell